# Xhevit Bushaj
Xhevit Bushaj (ur. 26 lutego 1958) – albański ekonomista, prefekt okręgu Fier w latach 2013-2017, deputowany do Zgromadzenia Albanii z ramienia Socjalistycznej Partii Albanii.

## Życiorys
W latach 1977–1979 pracował w Spółdzielni Rolniczej M. Matohiti we wsi Frakull e Madhe.
W 1983 roku ukończył studia ekonomiczne na Uniwersytecie Rolniczym w Tiranie, następnie przez rok ponownie pracował w spółdzielni rolniczej, a w latach 1984-1985 odbył studia podyplomowe. Pracował krótko w przedsiębiorstwie rolnym w Mirdicie jako kierownik działu finansów. Wrócił do pracy w spółdzielni rolniczej we Frakull e Madhe, gdzie zarządzał jej działem finansów w latach 1986-1989, następnie pełnił funkcję przewodniczącego tej spółdzielni przez 2 lata.
W latach 1991–1992 pracował w Departamencie Rolnictwa w Fierze, następnie przez 3 lata zarządzał finansami gminy Frakull. Pracował  również w Savings Bank w Fierze, którego był dyrektorem w latach 2001-2004; tę samą funkcję pełnił w oddziale Raiffeisen Bank Albania w tym mieście w latach 2004-2011.

### Działalność polityczna
W latach 2009–2015 był przewodniczącym struktur Socjalistycznej Partii Albanii w okręgu Fier, jednocześnie w latach 2013-2017 pełnił funkcję prefekta tego okręgu.
W wyborach parlamentarnych z 2017 roku z powodzeniem kandydował do Zgromadzenia Albanii z ramienia Socjalistycznej Partii Albanii, skutecznie ubiegał się o reelekcję w roku 2021.